# Hhultras
Hhultras – siódmy album studyjny polskiego rapera Włodiego. Wydawnictwo ukazało się 31 marca 2023 nakładem wytwórni muzycznej Def Jam Recordings w dystrybucji Universal Music Polska.
Album jest utrzymany w stylu muzyki hip-hop. Składa się z wersji standardowej (1 CD).
Płyta znalazła się na 4. miejscu polskiej listy sprzedaży – OLiS.
W 2024 wydawnictwo uzyskało nominację do nagrody polskiego przemysłu fonograficznego Fryderyka w kategorii: Album roku hip-hop.

## Lista utworów
Opracowano na podstawie materiału źródłowego.
| Hhultras – Wersja standardowa | Hhultras – Wersja standardowa | Hhultras – Wersja standardowa |
| Nr                            | Tytuł utworu                  | Długość                       |
| ----------------------------- | ----------------------------- | ----------------------------- |
| 1.                            | „Intro”                       | 0:16                          |
| 2.                            | „Z planem”                    | 3:13                          |
| 3.                            | „Hhultras”                    | 2:47                          |
| 4.                            | „Przystanek”                  | 2:11                          |
| 5.                            | „Należne miejsce”             | 3:15                          |
| 6.                            | „Impuls”                      | 1:25                          |
| 7.                            | „W czarnym fraku”             | 3:54                          |
| 8.                            | „Bez znieczulenia”            | 3:08                          |
| 9.                            | „Kafkaesk”                    | 2:50                          |
| 10.                           | „Legit check”                 | 3:21                          |
| 11.                           | „Outro”                       | 0:19                          |
| 12.                           | „Napisy końcowe”              | 3:40                          |
|                               |                               | 30:19                         |

## Pozycja na liście sprzedaży

### Pozycja na liście tygodniowej
| Kraj   | Lista (2023)  | Najwyższa pozycja |
| ------ | ------------- | ----------------- |
| Polska | OLiS – albumy | 4                 |

## Wyróżnienia
| Rok  | Konkurs        | Kategoria          | Rezultat  | Źr.   |
| ---- | -------------- | ------------------ | --------- | ----- |
| 2024 | Fryderyki 2024 | Album roku hip-hop | Nominacja | [ 3 ] |